# 蒙特利尔认知评估
蒙特利尔认知评估或蒙特利尔测试 (英語：Montreal Cognitive Assessment）是一种广泛使用的疾病筛检，用于检测认知功能障碍。它是1996年由齐亚德纳斯雷丁在加拿大魁北克的蒙特利尔创作的。该评估在轻度认知障碍患者的测试中得到了验证，随后在许多其他的临床实践中被采用。这个测试由30个点组成，需要个人在10分钟内完成。蒙特利尔测试分七个步骤进行（其英文版本），在一些国家可能会因教育和文化有所变动。这个测试的基本内容包括短期记忆、可执行的表现、注意力、专注力等等。

## 评估测试
蒙特利尔评估是由一页满分30分的测试，大约10分钟就能完成。该测试和管理说明可供临床医生使用。该测试共有46种语言和方言版本（截止到2017年）。
蒙特利尔认知评估了几个认知领域。

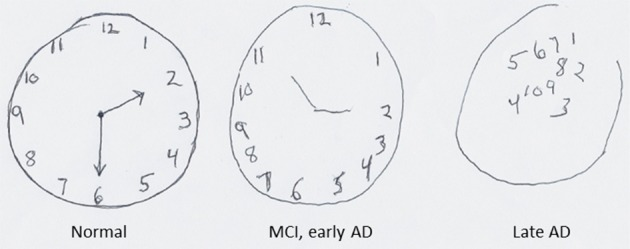
在这项画钟任务中，受试者被要求画一个带有时针和分针的钟，并显示时间为2:30。连续的结果显示，当受试者从轻度认知障碍（MCI）发展到严重的阿尔茨海默病（AD）时，他们的处理能力会恶化。

- 短期內记起回忆任务（5分）包括两次对五个名词的学习试验和大约5分钟后的延迟回忆。
- 视觉空间（英语：空间-时间推理）能力的评估是使用一个时钟绘制任务（3分）和一个三维立方体画本（1分）。
- 执行功能的多个方面是通过使用由线索制作B任务改编的交替任务（1分）、音位流畅性任务（1分）和双项目言语抽象任务（2分）进行评估。
- 注意力、注意力和工作记忆是通过持续注意力任务（用敲击法检测目标；1分）、连续减法任务（3分）和说出某一位数字的前后数字（各1分）进行评估的。
- 语言的评估是使用较低熟悉度的动物（如：狮子、骆驼、犀牛；3分）、并重复两个句法复杂的句子（2分）和上述的流畅性任务，进行三项目对抗命名任务。
- 抽象推理采用描述相似性的任务来评估（2分）。
- 最后，对时间和地点的定位是通过要求被试提供测试发生的日期和城市来评估的（6分）。

由于蒙特利尔评估是使用英语国家或医疗人员专用的，为了在其他国家测试，需要进行语言和文化方面的翻译。多种文化和语言变量可能影响蒙特利尔评估在不同国家和语言中的规范，例如瑞典语。
为了弥补不同国家的教育水平，在不同的语言中提出了几个截止分数，为了适应不同语言或国家的某些语言和文化差异，也需要进行一些修改；然而并不是所有的版本都得到了证实。

## 疗效

### 蒙特利尔评估测试研究
2005年纳斯雷丁（Nasreddine）进行的蒙特利尔评估测试验证研究表明，与众所周知的简短智能测验（MMSE）相比蒙特利尔评估是检测轻度认知障碍（MCI）和早期阿尔茨海默病的一个有前途的评估。
根据验证研究，蒙特利尔评估检测轻度认知障碍的敏感性和特异性分别为90%和87%，而简短智能测验则分别为18%和100%。随后在其他场合的研究结果不太乐观，但总体上优于简短智能测验。
其他研究在阿尔茨海默症患者身上测试了蒙特利尔评估。

### 建议
美国国立卫生研究院和加拿大中风网络推荐蒙特利尔认知评估的部分子集用于检测血管性痴呆。

## 评分
蒙特利尔测试得分在0到30之间。26分或以上认为是正常的。在一项研究中，没有认知障碍的人平均得分为27.4分；有轻度认知障碍（MCI）的人平均得分为22.1分；有阿尔茨海默病的人平均得分为16.2分。
在伊勒·汉森（Ihle-Hansen）等人在2017年的研究中，在3413名63-65岁的挪威参与者中，其中47%受过高等教育（12年以上），只有不到5%的受试者得到了30/30分，平均蒙特利尔测试得分为25.3分，49%的得分低于及格26分，这使得作者认为 “及格分可能被设定得过高，无法区分正常认知功能与轻度认知障碍”。

## 其他应用
由于该评估了多个认知领域，它可以成为影响年轻人群的一些神经系统疾病的有用的认知筛查疾病量表，如帕金森病。血管性痴呆、亨丁顿舞蹈症、脑转移、睡眠行为障碍、原发性脑瘤（包括高档和低档的神经胶质瘤）、多发性硬化症和其他疾病，如创伤性脑损伤、精神分裂症和心脏衰竭。该测试也被用于医院，以确定是否应允许病人单独生活或与家庭助理一起生活。